# آرد شينك
آرد شينك (Ard Schenk) هو لاعب أولمبي لرياضة تزلج سريع من هولندا. شارك في الأولمبياد الشتوي في 1968–1972، وفاز بما مجموعه 4 ميداليات.

## معرض صور

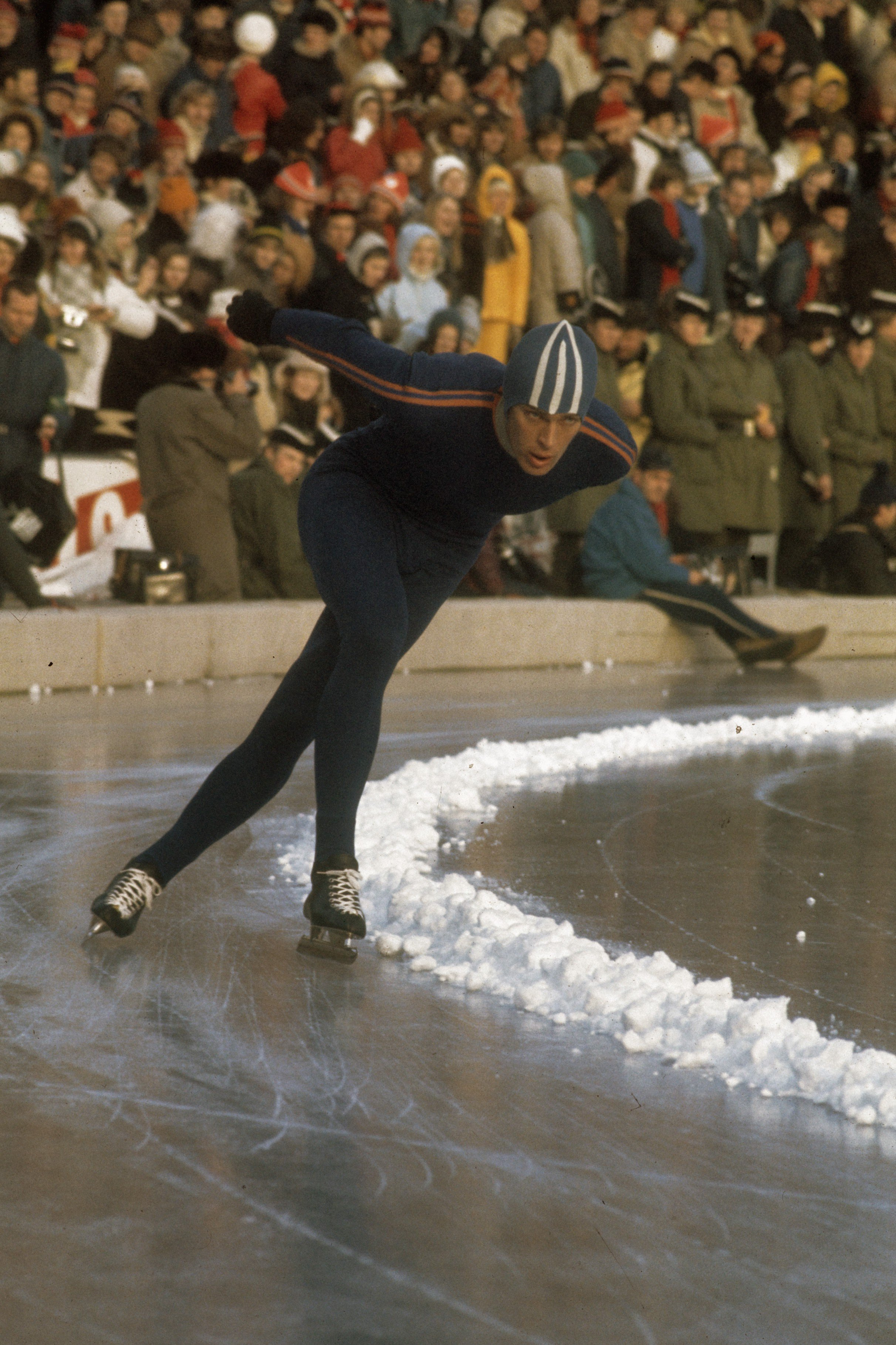
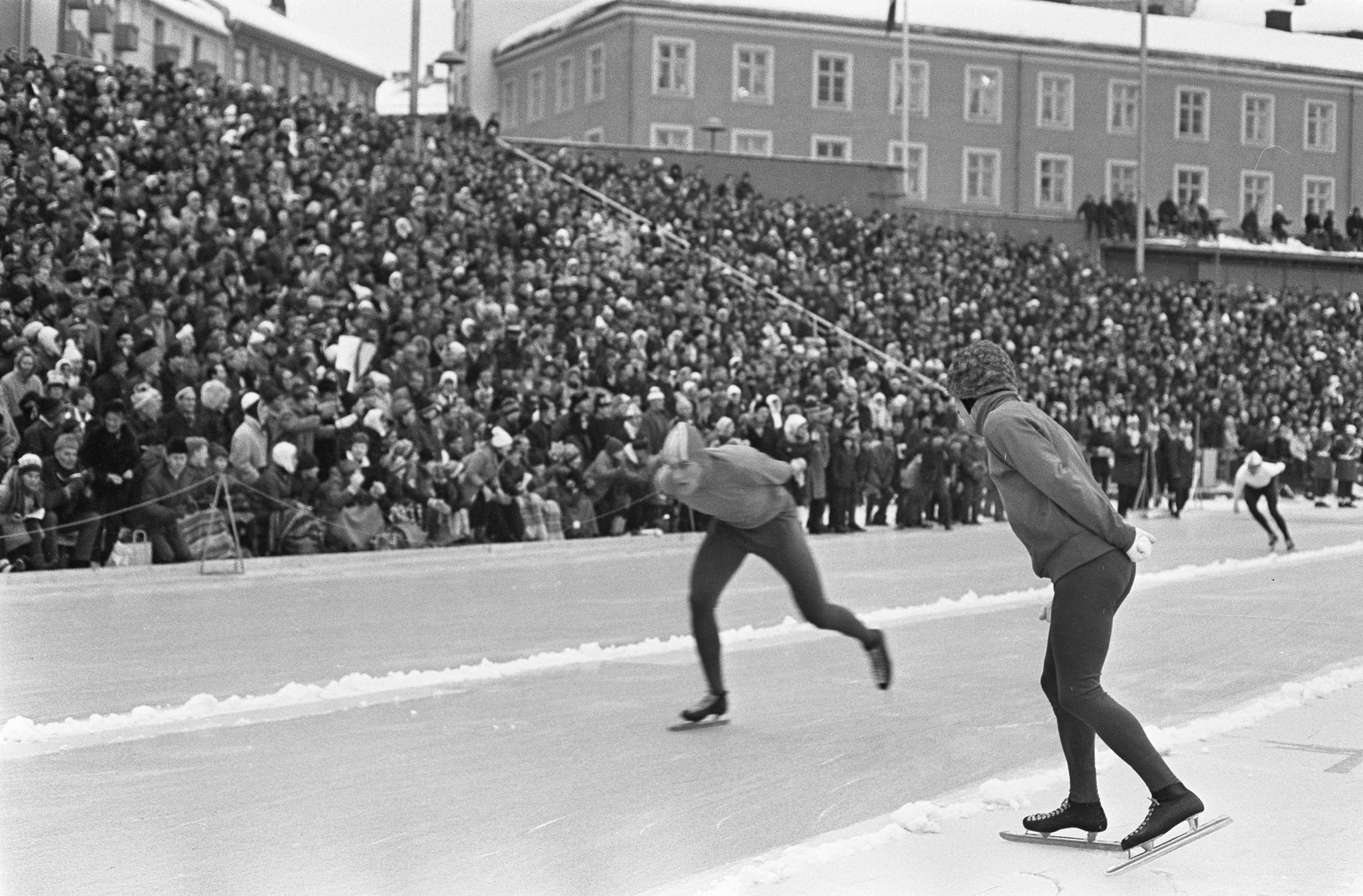
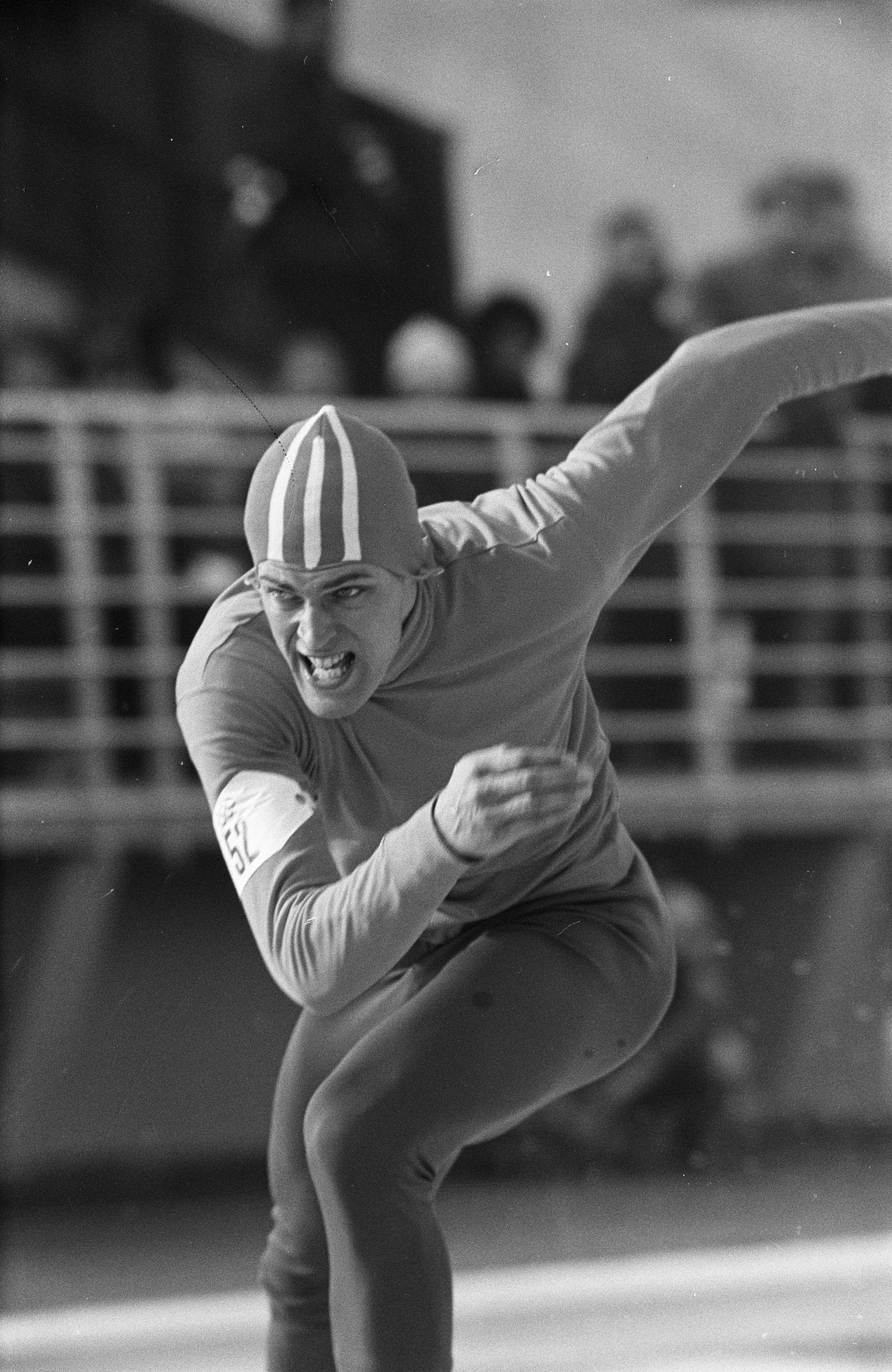

## الميداليات
| ذهب | فضة | برونز | المجموع |
| 3   | 1   | 0     | 4       |

## روابط خارجية
- آرد شينك على موقع IMDb (الإنجليزية)
- آرد شينك على موقع الموسوعة البريطانية (الإنجليزية)
- آرد شينك على موقع SpeedSkatingBase.eu (الإنجليزية)
- آرد شينك على موقع SpeedSkatingNews.info (الإنجليزية)
- آرد شينك على موقع SpeedSkatingStats.com (الإنجليزية)
- آرد شينك على موقع اللجنة الأولمبية الدولية (الإنجليزية)
- آرد شينك على موقع أوليمبيديا (الإنجليزية)